# Nadabius saphes
Nadabius saphes är en mångfotingart som beskrevs av Chamberlin 1940. Nadabius saphes ingår i släktet Nadabius och familjen stenkrypare. Inga underarter finns listade i Catalogue of Life.